# 로케야 프라치
로케야 프라치(벵골어: রোকেয়া প্রাচী)는 방글라데시의 배우, 감독이다. 1997 방글라데시 국립 영화상 여우조연상 수상자이다.